# Coupe des clubs champions africains 1976
Navigation
Édition précédente Édition suivante
La Coupe des clubs champions africains 1976 est la douzième édition de la Coupe des clubs champions africains. Le club vainqueur de la compétition est désigné champion d'Afrique des clubs 1976. Vingt-cinq formations sont engagées dans la compétition. 
C'est le club algérien du MC Alger qui remporte cette édition après avoir battu le tenant du titre, Hafia FC en finale. Il s'agit du premier titre continental pour l'Algérie alors qu'Hafia dispute la troisième finale de son histoire.

## Premier tour
| Équipe 1               | Résultat      | Équipe 2             | Aller | Retour |
| ---------------------- | ------------- | -------------------- | ----- | ------ |
| CARA Brazzaville       | 4 - 2         | CS Imana             | 4 - 0 | 0 - 2  |
| Al Ahly Benghazi SC    | 4 - 5         | MC Alger             | 3 - 2 | 1 - 3  |
| AS Corps Enseignement  | 5 - 6         | Simba SC             | 4 - 2 | 1 - 4  |
| ASC Diaraf             | 10 - 2        | Os Balantas          | 6 - 1 | 4 - 1  |
| Express FC             | 1 - 1 4-3 tab | Caïman de Douala     | 1 - 0 | 0 - 1  |
| Luo Union              | 5 - 1         | Saint-George SA      | 3 - 1 | 2 - 0  |
| Real Banjul            | 0 - 4         | Djoliba AC           | 0 - 2 | 0 - 2  |
| Silures Bobo-Dioulasso | -             | ASFAN Niamey forfait | -     | -      |
| Asante Kotoko          | -             | Okoume FC forfait    | -     | -      |

## Deuxième tour
| Équipe 1        | Résultat | Équipe 2                     | Aller | Retour |
| --------------- | -------- | ---------------------------- | ----- | ------ |
| Asante Kotoko   | 2e - 2   | CARA Brazzaville             | 1 - 0 | 1 - 2  |
| MC Alger        | 3 - 1    | Al Ahly SC                   | 3 - 0 | 0 - 1  |
| Green Buffaloes | 4 - 2    | Simba SC                     | 3 - 2 | 1 - 0  |
| Lomé I          | 1 - 2    | ASC Diaraf                   | 1 - 1 | 0 - 1  |
| Enugu Rangers   | 2e - 2   | Express FC                   | 0 - 0 | 2 - 2  |
| Luo Union       | -        | Al Merreikh Omdurman forfait | -     | -      |
| Djoliba AC      | 2 - 3    | Hafia FC'T'                  | 2 - 1 | 0 - 2  |
| ASEC Mimosas    | 4 - 0    | Silures Bobo-Dioulasso       | 2 - 0 | 2 - 0  |

## Quarts de finale
| Équipe 1        | Résultat | Équipe 2      | Aller | Retour |
| --------------- | -------- | ------------- | ----- | ------ |
| Asante Kotoko   | 2 - 2e   | ASEC Mimosas  | 2 - 1 | 0 - 1  |
| MC Alger        | 7 - 3    | Luo Union     | 6 - 3 | 1 - 0  |
| Green Buffaloes | 3 - 4    | Enugu Rangers | 3 - 1 | 0 - 3  |
| ASC Diaraf      | 2 - 6    | Hafia FC'T'   | 2 - 2 | 0 - 4  |

## Demi-finales
| Équipe 1      | Résultat | Équipe 2    | Aller | Retour |
| ------------- | -------- | ----------- | ----- | ------ |
| Enugu Rangers | 2 - 3    | MC Alger    | 2 - 0 | 0 - 3  |
| ASEC Mimosas  | 3 - 5    | Hafia FC'T' | 3 - 0 | 0 - 5  |

## Finale
| 5 décembre 1976 | Hafia FC                                   | 3 - 0 | MC Alger | Stade du 28-septembre, Conakry             |                                            |
|                 | M. Sylla 24e · B. Sylla 37e · N’Jo Léa 65e |       |          | Spectateurs : 30 000 Arbitrage : M. NJoana | Spectateurs : 30 000 Arbitrage : M. NJoana |

| 12 décembre 1976 | MC Alger                      | 3 - 0 | Hafia FC | Stade du 5-Juillet-1962, Alger              |                                             |
|                  | Bachi 24e · Betrouni 76e, 90e |       |          | Spectateurs : 80 000 Arbitrage : M. Ghazaya | Spectateurs : 80 000 Arbitrage : M. Ghazaya |
|                  | Tirs au but 3-1               |       |          | Spectateurs : 80 000 Arbitrage : M. Ghazaya | Spectateurs : 80 000 Arbitrage : M. Ghazaya |

| Coupe des clubs champions africains Vainqueur 1976 |
| -------------------------------------------------- |
| MC Alger 1er titre                                 |